# Agnieszka Haupe-Kalka
Agnieszka Haupe-Kalka (ur. 13 czerwca 1970 w Zielonej Górze) – polska poetka, bajkopisarka, tłumaczka i autorka gier planszowych.

## Życiorys
Wnuczka Marii i Wacława Haupe – byłych żołnierzy AK, więźniów Auschwitz, Birkenau i Buchenwald.
Pisze wiersze, opowiadania, poetyckie baśnie. Publikowała w prasie polskiej i niemieckiej (Ostragehege) i na Portalpolen, w pismach literackich (m.in.: ProLibris) i w antologiach poetyckich.
W 1996 i 1998 uczestniczka polsko-niemieckiego Statku Poetów, gdzie poznała niemieckiego barda z polskimi korzeniami – Dietera Kalkę i gdzie dwa lata później odbył się ich ślub.
Była członkini Robotniczego Stowarzyszenia Twórców Kultury. Jako członkini Die Hülle, była współorganizatorką Festiwalu Grochowice'93, za który Die Hülle w 1994 odebrało nagrodę Prezydenta Miasta Zielonej Góry.
Współzałożycielka i członkini Stowarzyszenia Jeszcze Żywych Poetów, współtwórczyni i studentka Uniwersytetu Poezji 1995–1998. Była członkini Freie Literaturgesellschaft Gesellschaft w Lipsku.
Uczestniczka Sympozjum w Oświęcimiu, festiwali literackich, m.in. w Iłowej Żagańskiej, Zgorzelcu, Zamościu, Lublinie, Lipsku (Niemcy), a także z Dieterem Kalką: Dni Słuchowiska w Rust (Austria) Spiegelbilder zweier Sprachen (Słuchowisko) oraz wspólny projekt Kinder erfinden Märchen/Dzieci opowiadają bajki. Autorka gier planszowych (Festiwal w Göttingen).
Od 2006 mieszka w Irlandii. Tłumaczy poezję i prozę na niemiecki i angielski.

## Twórczość
- Krajobrazy czułego dotyku/The Landscapes of tender touch, 2010 Gedichte, zweisprachig polnisch-englisch, 978-83-87294-60-1, Organon ZG
- Skrzydła wiatru, 1999, Gedichte, ISBN 83-88059-40-8, Poddasze Poetów, Zielona Góra
- Pradawne Pieśni, 2009, Prosa, 978-83-88336-70-6, ProLibris ZG
- Żywe oczy wiersza/Augen des Gedichts, polsko-niemiecka antologia, wyd. Jolanta Pytel/Czesław Sobkowiak, Organon Zielona Góra 2001. ISBN 83-87294-25-X
- Feuerlöscher und Hydrant, 3 1/2 bajki, z Dieterem Kalką, Edition Beulenspiegel, AndreBuchverlag, Lengenfeld 2023, ISBN 3-949143-24-6
- Afront, Oświęcim. Auschwitz. 13 wizyt, tłumaczenie, Bukowno 2022.[18]